# Relações entre Catar e Irã
As relações entre Catar e Irã são as relações diplomáticas estabelecidas entre o Estado do Catar e a República Islâmica do Irã. O Catar possui uma embaixada em Teerã, enquanto que o Irã possui uma embaixada em Doha. Os dois países compartilham laços estreitos e são membros da Organização dos Países Exportadores de Petróleo, do Movimento dos Países Não-Alinhados e da Organização da Conferência Islâmica.